# Conyers (Georgia)
Conyers ist eine City und zudem der County Seat des Rockdale County im US-Bundesstaat Georgia mit 15.195 Einwohnern (Stand: 2010).

## Geographie
Conyers liegt rund 25 Kilometer östlich von Atlanta.

## Geschichte
Der erste bekannte Siedler von Conyers war John Holcomb. Als die Eisenbahn Conyers erreichte, sollte er im Zuge des Streckenbaues Land abgeben, wogegen er zunächst protestierte. Letztlich verkaufte er jedoch sein Land an Bankier W. D. Conyers für 700 US-Dollar. 1845 wurde die Bahnstrecke Atlanta–Augusta in Betrieb genommen. 1854 erhielt die bisherige Siedlung Stadtstatus sowie den Namen Conyers.
Die Stadt wurde mindestens drei Mal von Bränden heimgesucht. 1864 litt sie zudem unter William T. Shermans Marsch zum Meer während des Amerikanischen Bürgerkrieges. 1870 wurde das Rockdale County gegründet und Conyers zum Verwaltungssitz erklärt.
1944 wurde die Trappistenabtei Conyers gegründet.
Im Jahr 1996 fanden in Conyers im 1994 errichteten Georgia International Horse Park die Pferdesport- und Mountainbike-Wettbewerbe im Rahmen der Olympischen Sommerspiele von Atlanta statt.

## Demographische Daten
Laut der Volkszählung von 2010 verteilten sich die damaligen 15.195 Einwohner auf 5.661 bewohnte Haushalte, was einen Schnitt von 2,63 Personen pro Haushalt ergibt. Insgesamt bestehen 6.615 Haushalte. 
64,3 % der Haushalte waren Familienhaushalte (bestehend aus verheirateten Paaren mit oder ohne Nachkommen bzw. einem Elternteil mit Nachkomme) mit einer durchschnittlichen Größe von 3,25 Personen. In 41,8 % aller Haushalte lebten Kinder unter 18 Jahren sowie in 18,4 % aller Haushalte Personen mit mindestens 65 Jahren.
33,3 % der Bevölkerung waren jünger als 20 Jahre, 32,6 % waren 20 bis 39 Jahre alt, 21,7 % waren 40 bis 59 Jahre alt und 13,2 % waren mindestens 60 Jahre alt. Das mittlere Alter betrug 31 Jahre. 45,3 % der Bevölkerung waren männlich und 45,7 % weiblich.
29,9 % der Bevölkerung bezeichneten sich als Weiße, 56,6 % als Afroamerikaner, 0,3 % als Indianer und 1,4 % als Asian Americans. 9,5 % gaben die Angehörigkeit zu einer anderen Ethnie und 2,3 % zu mehreren Ethnien an. 16,3 % der Bevölkerung bestand aus Hispanics oder Latinos.
Das durchschnittliche Jahreseinkommen pro Haushalt lag bei 39.885 USD, dabei lebten 31,0 % der Bevölkerung unter der Armutsgrenze.

## Sehenswürdigkeiten
Folgende Objekte wurden in das National Register of Historic Places eingetragen:
- Almand-O'Kelley-Walker House
- Conyers Commercial Historic District
- Conyers Residential Historic District
- Dial Mill
- Rockdale County Jail

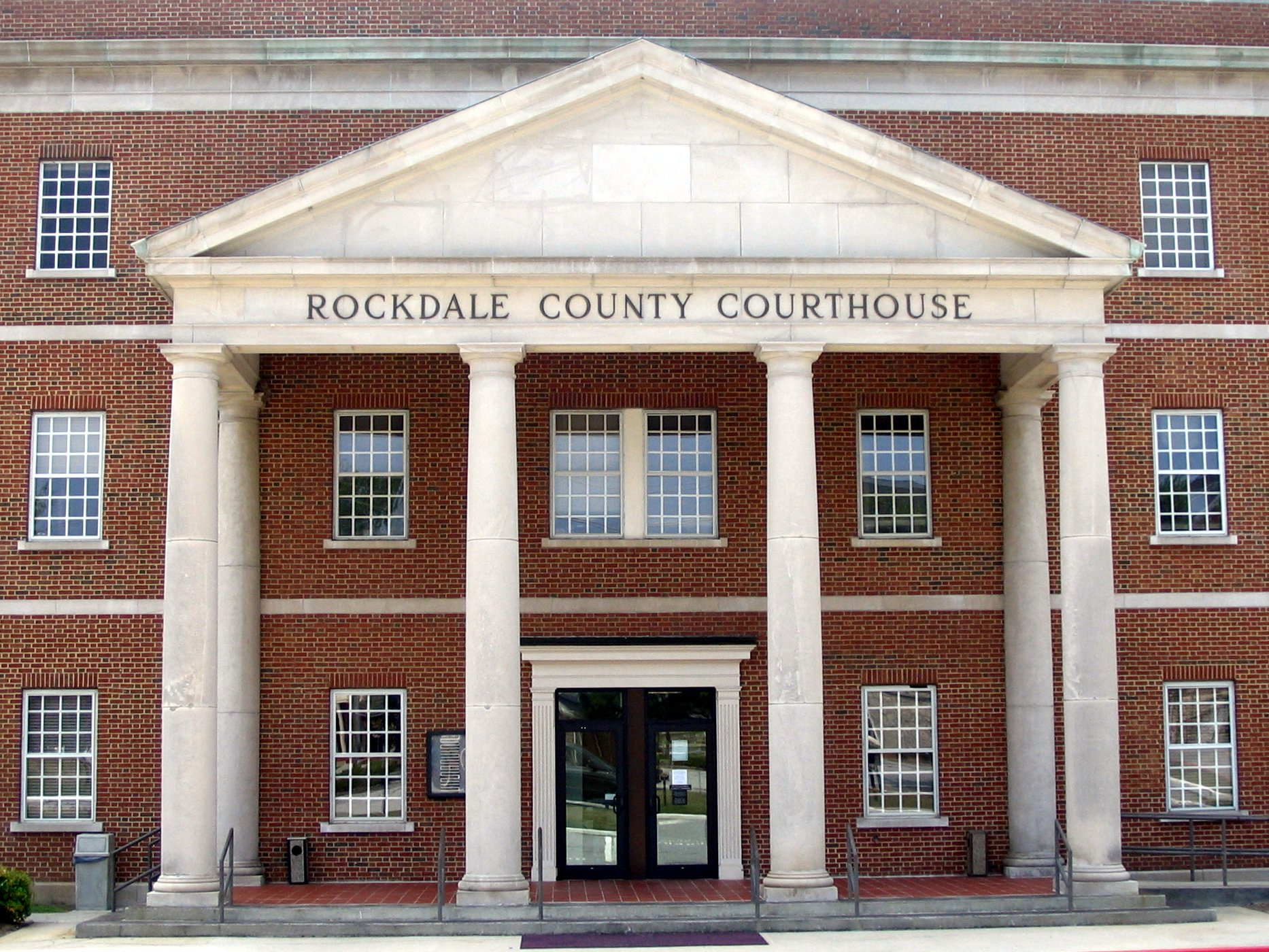
County Courthouse
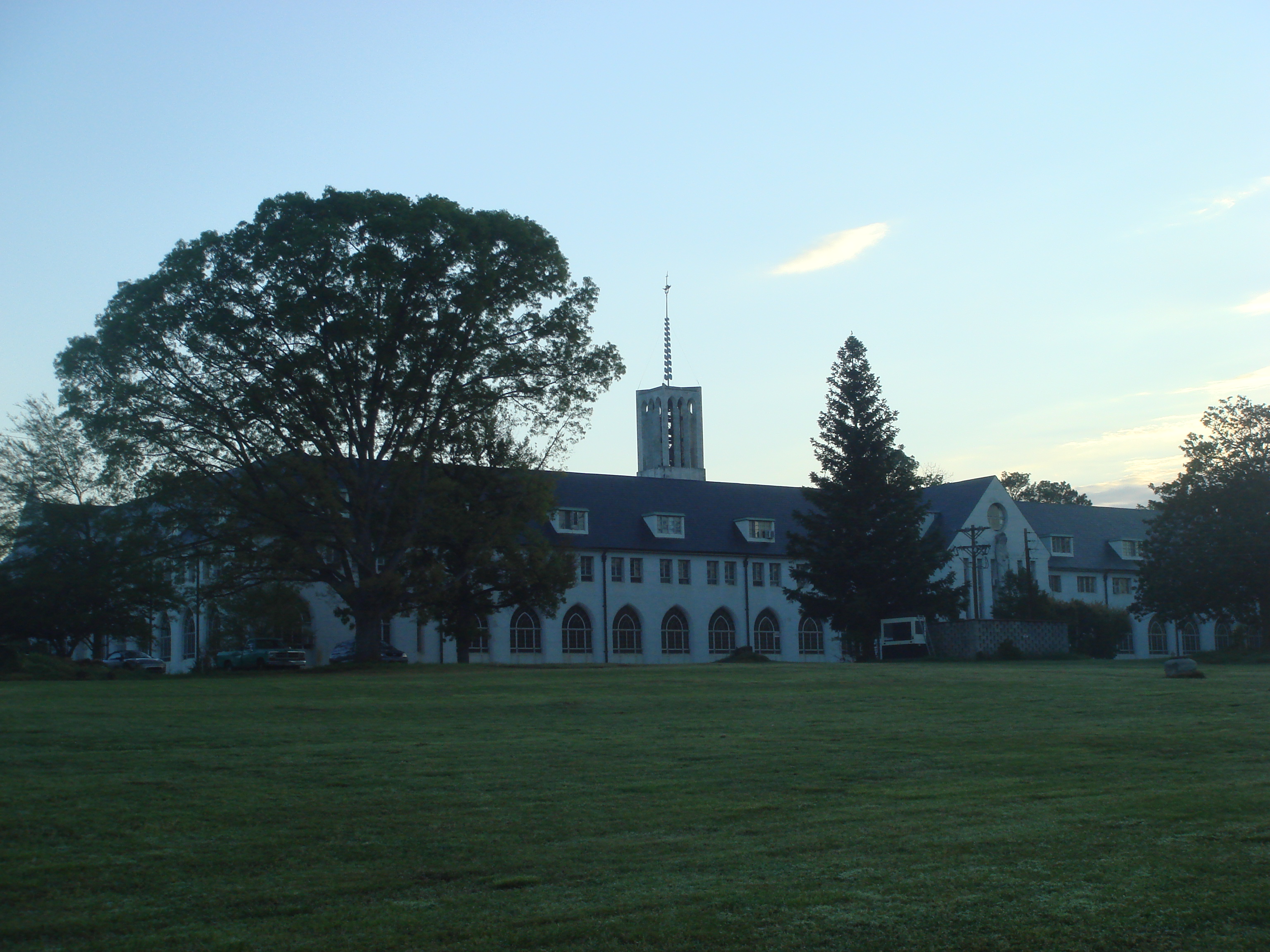
Trappistenabtei Conyers
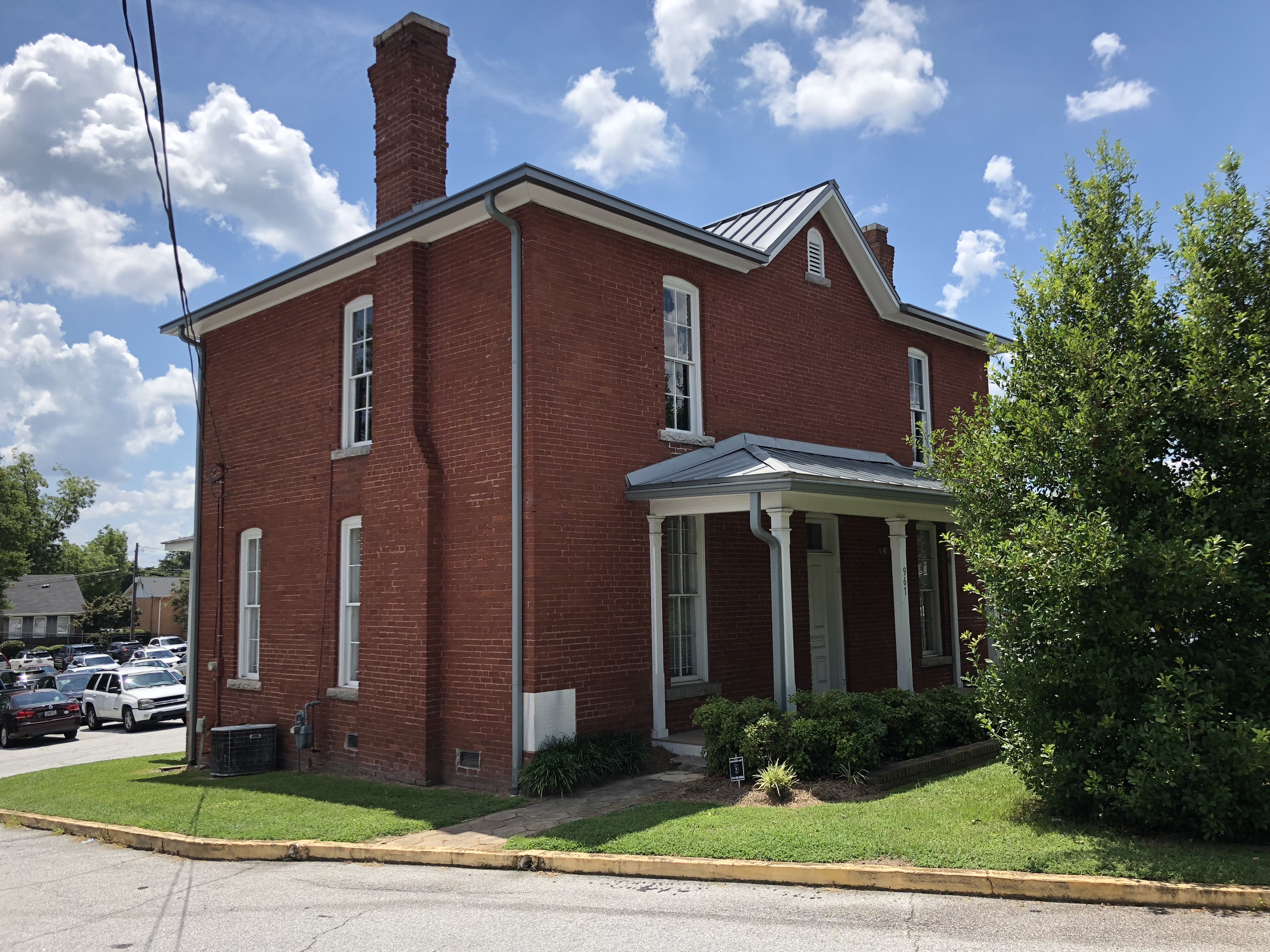
Rockdale County Jail

## Verkehr

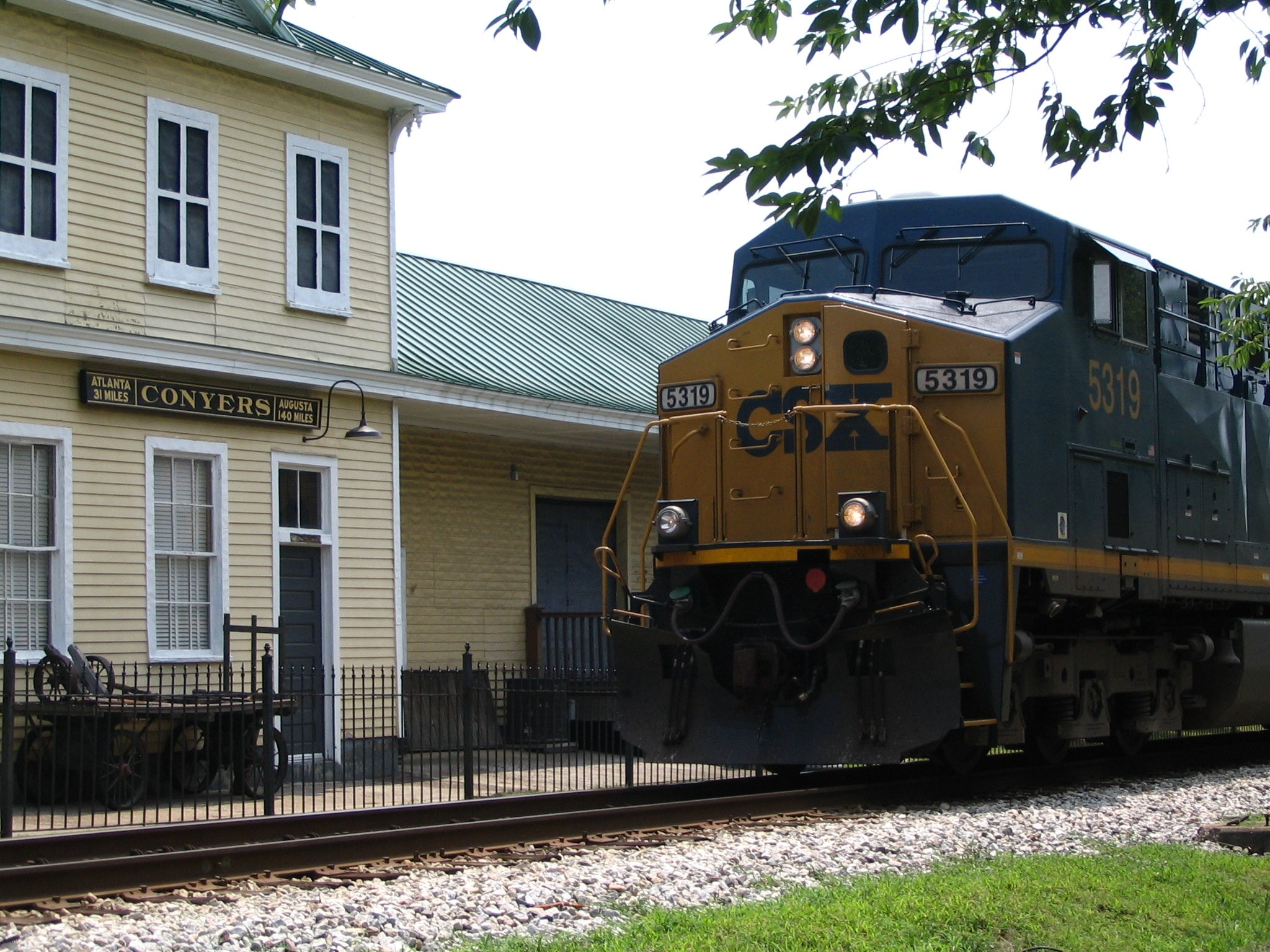
Bahnhof von Conyers

Conyers wird von der Interstate 20, vom U.S. Highway 278 sowie von den Georgia State Routes 20 und 138 durchquert.
Der nächste Flughafen ist der rund 40 Kilometer westlich gelegene Hartsfield–Jackson Atlanta International Airport.
Die Bahnstrecke durch Conyers wird heute durch CSX Transportation im Güterverkehr bedient.

## Kriminalität
Die Kriminalitätsrate lag im Jahr 2010 mit 552 Punkten (US-Durchschnitt: 266 Punkte) im hohen Bereich. Es gab vier Morde, zwei Vergewaltigungen, 34 Raubüberfälle, 34 Körperverletzungen, 205 Einbrüche, 757 Diebstähle, 58 Autodiebstähle und zwei Brandstiftungen.

## Söhne und Töchter der Stadt
- Holly Hunter (* 1958), Schauspielerin
- Marcus Printup (* 1967), Jazzmusiker
- Clint Mathis (* 1976), Fußballspieler
- Grady Jarrett (* 1993), American-Football-Spieler
- Dakota Fanning (* 1994), Schauspielerin
- Elle Fanning (* 1998), Schauspielerin
- Eric Stokes (* 1999), American-Football-Spieler
- Die Mitglieder der Popband Cartel